# 雌鳥皇女
雌鳥皇女（めとりのひめみこ、生年不詳 - 仁徳天皇40年2月）は、『記紀』に伝えられる古墳時代（5世紀頃）の皇族（王族）。応神天皇の皇女。母は和珥臣（わにのおみ）の祖先の日触使主（ひふれのおみ）の娘である宮主宅媛（みやぬしやかひめ）（『古事記』では宮主矢河枝比売（みやぬしやかわえ の ひめ））。菟道稚郎子皇子（うじ の わき の いらつこ の みこ）・八田皇女（矢田皇女、やた の ひめみこ）の同母妹。『古事記』では女鳥王と記される。

## 経歴
『日本書紀』巻第十一によると、仁徳天皇は継室矢田皇女の妹で、異母妹である雌鳥皇女を妃にしようとして、媒酌人として二人にとって異母兄弟に当たる隼別皇子（はやぶさわけ の みこ）を遣わした（古事記では、八田若郎女は妃で、皇后は石之日売命（いわのひめ の みこと）のままである）。しかし、隼別皇子は、密かに彼女を妻にして命令に背いた。
『古事記』では仁徳天皇の皇后の嫉妬を恐れた皇女が、以下のように発言して、自らすすんで速総別命（はやぶさわけ の みこと）の妻になったとする。
何も知らなかった天皇は雌鳥皇女の寝所へ行ったが、皇女に仕える機織女らの歌を聴き（『古事記』では門の外の敷居に坐って、互いに歌を交わした結果）真相を知り、恨んだが、皇后に気兼ねし、また兄弟としての交情を思い（二人の気持ちを慮って）一旦はこれを許した。
しかし、二人は慢心して、「鷦鷯（さざき）と隼（はやぶさ）とどちらが速いか」と皇子が尋ねた際に、皇女は「隼の方が速い」と答えた。
『古事記』では、以下の歌を女鳥王が詠んだことになっている。
『書紀』によると、隼別皇子の舎人たちはこう詠んだという。
これらの言葉は、暗に大鷦鷯尊である天皇よりも、隼別の方が魅力的で能力面でも優れている、と天皇を誹謗したものである。
このことで、天皇は激怒し、私情を国事に及ぼさぬようにしてきた鬱憤を爆発させ、また二人が自分に対して謀反を起こそうとしていると知り、二人を殺そうと思った。隼別皇子が（罪を逃れるべく）伊勢神宮に雌鳥皇女ともども参拝しようとしているのを、天皇は自分たちから逃げたと解釈して、追っ手として、吉備品遅部雄鯽（きび の ほむちべ の おふな）・播磨佐伯直阿俄能胡（はりま の さえき の あたい あがのこ)らの軍兵を差し向けたという。このときに八田皇后は、「雌鳥皇女は重い罪を犯したが、だからといって装飾品をとりあげるなど、辱めるようなことはしないで欲しい」と申し上げたので、天皇はその命令を雄鯽らに伝えた。
叛逆罪で逃亡した二人は、菟田の素珥山（そにのやま、現在の宇陀郡室生村の曽爾）を越えて（『古事記』では倉椅山（くらはしやま）、現在の桜井市倉橋にある音羽山）に登って歌を詠んだ。しかし、逃げ切ることは叶わず、伊勢国の蒋代野（こもしろのの）、『古事記』では宇陀の蘇邇（そに）で追いつかれて殺されてしまった。
このときに、雄鯽らは皇女の死骸の裳の中から玉を見つけた。『古事記』では将軍の山部大楯連（やまべ の　おおたて の むらじ）が女鳥王の手に巻いてある玉釧を着服して、妻に与えたことになっている。
その後、新嘗祭のあった月(11月）に、豊明節会（とよのあかりのせちえ）の宴会が開かれ、酒を五位以上の女たちに賜った。その際に、近江山君稚守山（おうみのやま の きみ わかもりやま）の妻と采女の磐坂媛（いわさか の ひめ）の手に雌鳥皇女の所有物だった珠があった。二人を詰問したところ、佐伯直阿俄能胡の妻から貰ったことが判明した。阿俄能湖は自白し、殺されるところだったが、自分の土地を献上して、赦免された。その土地は、玉代（たまて）と呼ばれた。
『古事記』では温情措置は行われず、自分の主君筋の人間の手が（死んで間もない）温かいうちに剥ぎ取るとは言語道断だとして、大楯は死刑に処せられた。

## 考証
上記の物語については、以下の特徴をあげることができる。
1. 登場人物の名がすべて鳥に関連している。
2. 短い歌謡群を中心につづられた物語である。仁徳天皇の物語には、古代歌謡が中心となった歌物語形式の箇所が非常に多い。
3. 雌鳥皇女（女鳥王）は、姉である八田若郎女の待遇をめぐって天皇に抗議し、意欲的に生きる女性として描かれている。
4. たとえ謀叛人でも、死者を穢すことはタブーであったが、このようなことはよく行われていた。